# Lena Grönstedt
Lena Birgitta Carlsdotter Grönstedt, tidigare Richard Karl Gustaf Grönstedt, född 25 mars 1940 i Sankt Görans församling, Stockholm, är en svensk entreprenör och författare.
Grönstedt har engagerat sig för ångfartyg i Stockholms skärgård och veteranspårvagnar. Hon var en av grundarna av Svenska spårvägssällskapet 1959. Hon tog initiativ till Nya Ångfartygs AB Strömma Kanal genom att initiera köp av ångslupen Valkyrian. Tanken var att bedriva trafik mellan Stockholm och Sandhamn via Strömma kanal, men det visade sig att kanalen var för grund för detta. År 1968 bildades Nya Ångfartygs AB Strömma Kanal med Valkyrian omdöpt till S/S Drottningholm och trafik mellan Stadshuskajen och Drottningholms slott påbörjade. Hon var också med om att starta Djurgårdslinjen 1991.